# Cuchilla (vector)
En el estudio del álgebra geométrica, una k-cuchilla (nombre original en inglés, "k-blade"), o también un k-vector simple, es una generalización del concepto de escalares y vectores para poder incluir bivectores simples, trivectores simples o cualquier tipo de multivectores simples. Específicamente, una k-cuchilla es un k-vector que puede expresarse como producto exterior (informalmente, producto de cuña) de 1-vectores, y es de grado k.

## Propiedades
En detalle:
- Una 0-cuchilla es un escalar.
- Una 1-cuchilla es un vector. Cada vector es simple.
- Una 2-cuchilla es un bivector simple. Las sumas de 2-cuchillas también son bivectores, pero no siempre simples. Una 2-cuchilla se puede expresar como el producto de cuña de dos vectores a y b:
{\displaystyle a\wedge b.}
- Una 3-cuchilla es un trivector simple, es decir, puede expresarse como el producto de cuña de tres vectores a, b y c:
{\displaystyle a\wedge b\wedge c.}
- En un espacio vectorial de dimensión n, una cuchilla de grado n − 1 se llama pseudovector[2] o antivector.[3]
- El elemento de mayor grado en un espacio se llama pseudoescalar, y en un espacio de dimensión n es una n-cuchilla.[4]
- En un espacio vectorial de dimensión n, hay k(n − k) + 1 grados de libertad para elegir una k-cuchilla para 0 ≤ k ≤ n, de las que una dimensión es un multiplicador de escala general.[5]

Un subespacio vectorial de dimensión finita k puede representarse mediante la k-cuchilla formada como un producto de cuña de todos los elementos de una base para ese subespacio. De hecho, una k-cuchilla es naturalmente equivalente a un subespacio k dotado de una forma de volumen (una función escalar multilineal alterna k) normalizada para tomar un valor unitario en la k-cuchilla.

## Ejemplos
En el espacio bidimensional, los escalares se describen como 0-cuchillas, los vectores son 1-cuchillas y los elementos con área son 2-cuchillas, en este contexto conocidos como pseudoescalares, ya que son elementos de un espacio unidimensional distinto de los escalares regulares.
En el espacio tridimensional, las 0-cuchillas son nuevamente escalares y las 1-cuchillas son vectores tridimensionales, mientras que las 2-cuchillas son elementos de área orientada. En este caso, las 3-cuchillas se denominan pseudoescalares y representan elementos de volumen tridimensionales, que forman un espacio vectorial unidimensional similar a los escalares. A diferencia de los escalares, las 3-cuchillas se transforman según el determinante jacobiano de una función de cambio de coordenadas.